# Barry Horne
Pour les articles homonymes, voir Horne.
Barry Horne, né le 18 mai 1962 à St Asaph, au pays de Galles, est un footballeur gallois qui évoluait au poste de milieu de terrain à Everton et en équipe du pays de Galles.
Horne a marqué deux buts lors de ses cinquante-neuf sélections avec l'équipe du pays de Galles entre 1988 et 1996.

## Carrière
- 1984-1987 : Wrexham
- 1987-1989 : Portsmouth
- 1989-1992 : Southampton
- 1992-1996 : Everton
- 1996-1997 : Birmingham City
- 1997-2000 : Huddersfield Town
- 2000 : Sheffield Wednesday
- 2000-2001 : Kidderminster Harriers
- 2001 : Walsall
- 2001-2002 : Belper Town  [1]

## Palmarès

### En équipe nationale
- 59 sélections et 2 buts avec l'équipe du pays de Galles entre 1988 et 1996.

### Avec Southampton
- Finaliste de la Full Members Cup en 1992.

### Avec Everton
- Vainqueur de la Coupe d'Angleterre de football en 1995.
- Vainqueur du Charity Shield en 1995.